# Velykyi Burluk
Velykyi Burluk (tiếng Ukraina: Великий Бурлук, tiếng Nga: Великий Бурлук) là một khu định cư kiểu đô thị ở Ukraina, trụ sở của Đại Burluk (huyện) ở tỉnh Kharkiv.